# Seabiscuit
Seabiscuit, subtitulada La llegenda de Seabiscuit és una pel·lícula estatunidenca dirigida per Gary Ross i estrenada el 2003.
Es tracta d'una adaptació del llibre  Seabiscuit: An American Legend  de Laura Hillenbrand, inspirat de la verdadera història de Seabiscuit, cèlebre cavall americà de curses dels anys 1930 i 40.

## Argument
Durant la Gran Depressió, Seabiscuit, un semental a priori poc eficient, i el seu joquei Red Pollard, un noi amb un passat desgraciat, fan contra tot pronòstic la fortuna de Charles Howard, el propietari del cavall, un venedor d'automòbils.

## Repartiment
- Tobey Maguire: Red Pollard
- Jeff Bridges: Charles Howard
- Chris Cooper: Tom Smith
- Elizabeth Banks: Marcella Howard
- Gary Stevens: George Woolf
- William H. Macy: Tick Tock McGloughlin

## Nominacions
2004 
- Oscar a la millor direcció artística per Jeannine Claudia Oppewall (director artístic) i Leslie A. Pope (decorats)
- Oscar a la millor fotografia per John Schwartzman
- Oscar al millor vestuari per Judianna Makovsky
- Oscar a la millor pel·lícula
- Oscar al millor muntatge per William Goldenberg
- Oscar a la millor edició de so per Andy Nelson, Anna Behlmer i Tod A. Maitland
- Oscar al millor guió adaptat per Gary Ross
- Globus d'Or a la millor pel·lícula dramàtica
- Globus d'Or al millor actor secundari per William H. Macy